# 松柏醇
松柏醇是化学式 HO(CH3O)C6H3CH=CHCH2OH的有机化合物。它是无色或白色的固体，是由苯丙素类生物合成产生的单木纤维素。它和相关芳香化合物会共聚成木质素或木脂素。松柏苷是松柏醇的葡萄糖苷。松柏醇是丁香油酚、芪类化合物和香豆素生物合成的中间体。安息香中含有大量的松柏醇和其酯。不管是裸子植物还是被子植物中都含有松柏醇。另外两个木质素的单体芥子醇和对羟基肉桂醇则存在于被子植物中。

## 合成
松柏醛会通过脱氢酶变成松柏醇。
人们在Forsythia intermedia中发现可以用松柏醇选择性合成(+)-松脂酚的指示蛋白。最近发现另一个存在于拟南芥的指示蛋白，它可引导(−)-松脂酚的对映选择性合成。